# Unije (Mali Lošinj)
Unije (olaszul: Unie) falu Horvátországban Tengermellék-Hegyvidék megyében. Közigazgatásilag Mali Lošinjhoz tartozik.

## Fekvése
Az azonos nevű sziget nyugati öblében Crestől 38 km-re délnyugatra, Mali Lošinjtól 22 km-re északnyugatra fekszik. A sziget egyetlen települése. A sziget körül még néhány kisebb szigetecske található. Északnyugatra Samunćel és a Zasmokve-zátony, keletre a keletre Mišnjak-sziget és a település előtti kis Školjić-sziget, délre pedig az Arbit és a pod Polcem-zátony. Lošinj szigetétől az Unije-csatorna választja el, délre a Vela Srakane-sziget található. A sziget legjelentősebb kiszögelései a Vnetak, Arbit, Vele stine, Lokunji és Maračol fokok. Legmagasabb pontja a 138 méter magas Kalk-hegy. Egy részét termékeny mező borítja ivóvízforrással. Feltétélezhetően a sziget is e mezőről kapta a nevét. A görög „neiosz” és a latin „nia” mezőt, illetve „u niu” formában a mezőn fekvő helyet jelöl.

## Történelme
Unije szigetén már a történelem előtti időkben is éltek emberek. Ezt látszik igazolni a "Gradina" név, melyet Arbit és Malendarska vidékén a sziget északi és délkeleti végein is megtalálunk és amely ősi illír erőd egykori létezésére utal. A szigeten ezen kívül három bronzkori erődítmény (Turan, Malanderski és Kaštel) maradványai is találhatók. A sziget déli részén egy római Villa Rusticát tártak fel. A római korban Unijén nagy olajfa ültetvények voltak. Ebből a korból kutak és nyaralóépületek maradványaira bukkantak, míg a sziget északi részén római út maradványai is előkerültek.
1102-től Unije a Kvarner szigeteivel, Dalmáciával és Horvátország többi részével együtt a magyar királyok uralma alá került. A 15. század elején a Velencei Köztársaság része lett. 1797-ben Napoléon Bonaparte tábornok megdöntötte a Velencei Köztársaságot, területeit Franciaország és Ausztria között osztotta fel. Az osztrák uralom idején 1813 és 1918 között közigazgatásilag Isztriához csatolták, melynek tartományi székhelye Trieszt volt. A település 1867-től 1918-ig az Osztrák–Magyar Monarchia része volt, majd a rapallói szerződés értelmében a olasz uralom alá került. Az 1920-as évek jelentős gazdasági és demográfiai fellendülést hoztak. 1921-ben már 783 lakos élt a szigeten, mely ezzel elérte demográfiai csúcspontját. Ebben az időben két olajprés malom és egy kisebb halfeldolgozó üzem is működött itt. Az 1920-as évek végének gazdasági világválsága azonban sokakat az ország elhagyására késztetett. 1943-ban horvát és jugoszláv egységek szabadították fel. A német megszállás 1943-tól 1945. április 20-ig tartott. 1945 és 1990 között a szocialista Jugoszlávia része volt, majd az önálló horvát állam megalakulása után Horvátország része lett. 1978-ban a lošinji Jadranka vállalat mezőgazdasági és állattenyésztési tevékenységet kezdett itt, mely újabb gazdasági fellendülést hozott. Nagy esemény volt a sziget életében 1979. október 7., az elektromos áram bevezetése. Ekkor az iskola is megkezdte működését. A posta, a piac és az áramközpont működésének beindulása új munkahelyek létesítését eredményezte. A finn „Pekka Salminene Architects” cég 1987-ben megalapította az Unije Workshop nemzetközi központot, mely nemzetközi szemináriumokat, tanfolyamokat, kiállításokat szervez. 1997-ben a cég olajpréseléshez korszerű centrifugaprést vásárolt, mely lehetővé tette az olajtermelési hagyományok megújítását a szigeten. Unijénak 2011-ben 88 lakosa volt. A legjelentősebb megélhetési forrás a turizmus mellett a juhtenyésztés és olívaolaj termelés.

## Lakosság
| Lakosság változása | Lakosság változása | Lakosság változása | Lakosság változása | Lakosság változása | Lakosság változása | Lakosság változása | Lakosság változása | Lakosság változása | Lakosság változása | Lakosság változása | Lakosság változása | Lakosság változása | Lakosság változása | Lakosság változása | Lakosság változása |
| ------------------ | ------------------ | ------------------ | ------------------ | ------------------ | ------------------ | ------------------ | ------------------ | ------------------ | ------------------ | ------------------ | ------------------ | ------------------ | ------------------ | ------------------ | ------------------ |
| 1857               | 1869               | 1880               | 1890               | 1900               | 1910               | 1921               | 1931               | 1948               | 1953               | 1961               | 1971               | 1981               | 1991               | 2001               | 2011               |
| 517                | 520                | 630                | 678                | 696                | 758                | 783                | 717                | 457                | 402                | 273                | 113                | 85                 | 81                 | 90                 | 88                 |

## Nevezetességei
- A Vrulje-öböl melletti Mirišće-öbölben római villa rustica maradványait tárták fel. A nyaraló és gazdasági célokat szolgáló épületet az 1. és 4. század között egy édesvízforrás közelében építették. Építési anyaga a tégla nem a szigetről való, valószínűleg a kontinensen vásárolták. Tekintettel arra, hogy abban az időben a sziget egyetlen nagy olajfaültetvény volt és sokkal több olajat termeltek mint amire az itt lakóknak szükségük volt a kereskedelem nagy szerepet játszott az életükben.[5]
- A szigeten talált számos cseréptöredék között a legjelentősebb az a kőtöredék, mely egy saját farkába harapó kígyót ábrázol. A leletet annak bizonyítékaként magyarázzák, hogy a szigeten már az ősi időkben is volt kézművesség, művészet és fejlett kereskedelem. Mindazonáltal nem tudni, hogy a lelet pontosan mely korból való és mely nép kultúrájához tartozott.[5]
- A sziget legmagasabb pontjain három, bronzkori erődítmény (Turan, Malanderski és Kaštel) maradványai találhatók. Turan vára a 128 méteres Turan magaslaton a sziget déli végében állt és ellenőrizte a sziget körüli hajóforgalmat. Mára két falának száraz falazási technikával rakott része maradt fenn. Malanderski vára a 96 méteres azonos nevű magaslaton állt a sziget északkeleti részén, ahol a legközelebb fekszik Lošinj szigetéhez. A sziget keleti részét és az Unije-csatorna forgalmát ellenőrizte. Kaštel a sziget középső részén emelkedő 82 méteres magaslaton állt. Falai ugyancsak száraz falazással épültek, nagyrészt megmunkálatlan, faragatlan kőtömbökből.[5]
- Az olajpréselés korai ismeretéről tanúskodnak a szigeten talált olajtároló kőedények. Közülük kitűnik az a glagolita feliratos olajtároló kőedény, melyet a 194-es számú házban találtak. A feliratot 1654-ben Matij Brnić pap készítette és a legrégibb bizonysága a szláv papi tevékenységnek, egyúttal az egyetlen máig fenn maradt glagolita írás a szigeten. Ez az írásmód volt a középkorban és az újkorban általánosan használatos az egész Észak-Dalmácia, a Kvarner és Isztria területén egészen addig, míg velencei nyomásra be nem vezették a latin írást. A kőedény félköríves alakú, teletöltve 130 liter olaj tárolására volt alkalmas. A házat, melyben fennmaradt a helyiek palacnak (palota) nevezik, mert a legenda szerint abból a pénzből építették, melyet a kalózok a török hajókról raboltak és egy nagy trágyadombba rejtettek, mely a ház helyén állt. Amikor a pénzért visszatértek azon a helyen egy palotát találtak és csalódva állapították meg, hogy vagyonukat valaki már megtalálta.[5]
- Az olívaőrlés és az olajtermelés megszervezése céljából hozták létre a sv. Andrija szövetkezetet, amely  1903-ban építette a 108-as számú házból kialakított Karvoski torać olajprésmalmot.[6] Az épület kétszintes, szabályos, téglalap alaprajzú, nyeregtetős épület. A kertet kerítésfal veszi körül, északi sarkában egy nagy kőedény található. A belső tér egy földszinti helyiségből áll, az olajbogyó préseléshez és feldolgozáshoz szükséges felszereléssel. A földszintről falépcső vezet a tetőtérbe. A földszint tégla burkolatú. A malom az 1960-as évekig üzemelt, felszerelése a mai napig megmaradt.
- A sziget nyugati partjainál a kis Školjić-sziget előtt található a Tihanynak, a horvát-magyar gőzhajótársaság hajójának a roncsa.[7] A társaság működtette egykor az Isztria és Cres, valamint Lošinj közötti járatokat. A hajó 1914-ben az első világháború idején süllyedt el. Hosszúsága 60 méter, szélessége 7 méter volt. Roncsa 27-39 méter mélységben található a tengerben.[8]
- A Vnetak-fok világítótornya 1873-ban épült. Hengeres alakú kőből épített torony, melynek földszinti része a pincével együtt 70 m2. Két raktár és egy gépház tartozik hozzá.